# 索恩 (杜省)
索恩（法語：Saône，法語發音：[son]）是法国杜省的一个市镇，位于该省中西部，属于贝桑松区。

## 地理
索恩（47°13'29"N, 6°7'4"E）面积20.55 平方千米，位于法国勃艮第-弗朗什-孔泰大區杜省，该省份为法国东部内陆省份，北起上索恩省，西接汝拉省，东部及东南部与瑞士接壤，东北部与贝尔福地区省接壤。
与索恩接壤的市镇（或旧市镇、城区）包括：热讷、拉舍维约特、蒙福孔、莫尔、拉韦兹、塔尔瑟奈-富什朗。

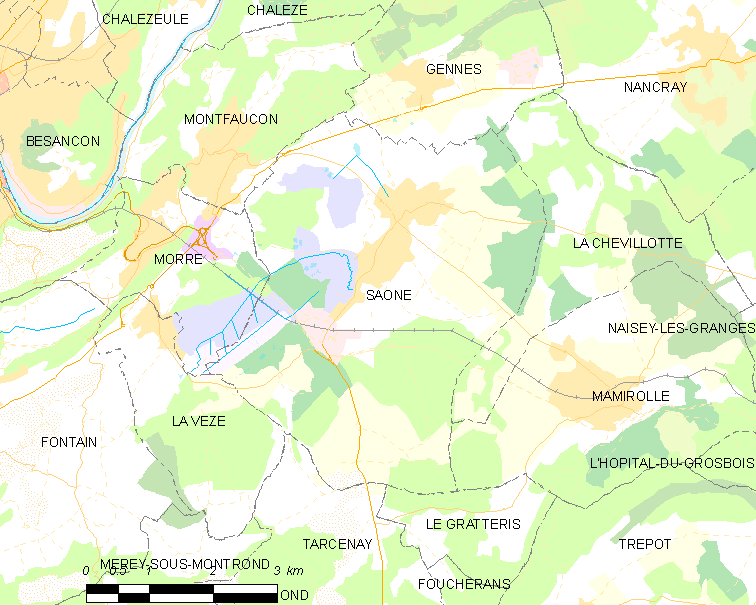
的OSM定位图

索恩的时区为UTC+01:00、UTC+02:00（夏令时）。

## 行政
索恩的邮政编码为25660，INSEE市镇编码为25532。

## 政治
索恩所属的省级选区为贝桑松第五县。

## 人口

1962-2008年间人口变化图示

索恩于2022年1月1日时的人口数量为3142人。